# 요제프 비르트

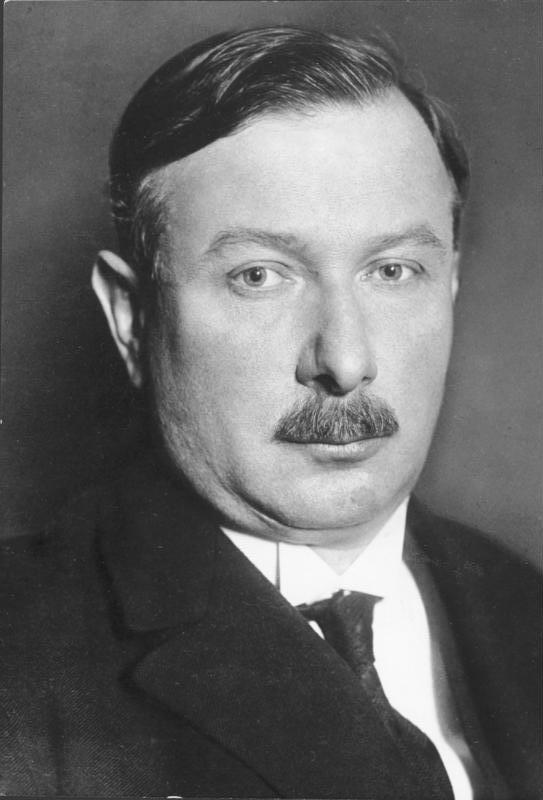
요제프 비르트

카를 요제프 비르트(독일어: Karl Joseph Wirth, 1879년 9월 6일~1956년 1월 3일)는 독일의 정치인으로, 1921년 5월부터 1922년 11월까지 바이마르 공화국에서 총리를 지냈다. 독일 중앙당 내 좌파 세력을 이끌었으며, 총리로 지내는 동안 초인플레이션 사태 해결에 주력했으나 의미있는 성과를 거두지는 못했다. 총리직에서 물러난 후에도 여러 내각에서 다양한 장관직을 맡았다. 동서독 분단 후에는 서독 내에서 동독과의 관계 개선을 주장했으며, 이로 인해 콘라트 아데나워 총리와 정치적 갈등을 일으켰다.